# غابة دير ريلا
غابة دير ريلا (بالبلغارية: Риломанастирска гора، وتُنقل بالحروف اللاتينية: Rilomanastirska gora) هي محمية طبيعية تقع ضمن منتزه دير ريلا الطبيعي في سلسلة جبال ريلا جنوب غرب بلغاريا. أُعلنت المحمية رسميًا في أبريل عام 1986 بهدف حماية الأنظمة البيئية الأولية للغابات الصنوبرية والمختلطة من الصنوبرية–عريضة الأوراق.

## أصل التسمية والنطق
يُكتب اسم المحمية بالبلغارية Риломанастирска гора ويُنقل إلى الأبجدية اللاتينية بصيغة Rilomanastirska gora، ويُقصد به حرفيًا "غابة دير ريلا"، حيث يتكوّن الاسم من كلمتين: Риломанастирска التي تعني "تابعة لدير ريلا"، وгора التي تعني "غابة". يُلفظ الاسم في اللغة البلغارية تقريبًا: [ˈriɫomanastiˌrska ɡoˈra]

## المساحة والتصنيف
تمتد المحمية على مساحة قدرها 3671 هكتارًا، أي ما يعادل 36.71 كيلومترًا مربعًا. وتُصنّف كـ"محمية طبيعية صارمة" من الفئة الأولى وفقًا للتشريعات البيئية البلغارية وتصنيف الاتحاد الدولي لحفظ الطبيعة (IUCN Category Ia).

## البيئة الطبيعية
تضم المحمية أنظمة بيئية غير متأثرة بالنشاط البشري، تشمل غابات كثيفة من أنواع صنوبرية مثل تنوب أبيس ألبا، وصنوبر أسود، بالإضافة إلى أنواع من الأشجار عريضة الأوراق. تمثّل هذه النظم البيئية موائل طبيعية هامة للعديد من الكائنات الحية المهددة، مما يجعلها موضع اهتمام بالغ لحماية التنوع البيولوجي في منطقة البلقان.

## الوضع القانوني
بصفتها محمية طبيعية صارمة، يُحظر في "غابة دير ريلا" أي نشاط بشري باستثناء المراقبة العلمية أو التعليم البيئي المحدود. ويُمنع تمامًا قطع الأشجار أو الرعي أو بناء الطرق أو استخدام الموارد الطبيعية، مما يجعلها واحدة من أكثر المناطق المحمية صرامة في بلغاريا.